# オーストリア国民党
オーストリア国民党（オーストリアこくみんとう、ドイツ語: Österreichische Volkspartei、略称：ÖVP）は、オーストリアの中道右派のキリスト教民主主義、保守政党である。日本語ではオーストリア人民党と訳される場合もある（こちらの方が原語の意味には近い）。オーストリア社会党（1991年にオーストリア社会民主党と改称）と共に、長らくオーストリアの二大政党制を担っている。
国際民主同盟に加盟している。党のシンボルカラーはターコイズブルー（2017年までは黒）である。

## 歴史

### 結党
帝国末期から第一共和制にかけて存在したキリスト教社会党の後身として1945年に結党された。その指導者の多くが旧キリスト教社会党の有名人たちだったが、オーストリア社会党が戦前の「オーストリア社会民主労働党」の復活を明言したのに対し、国民党は旧キリスト教社会党との連続性を強調しなかった。教会との公式な繋がりは持たないが、以前のキリスト教社会党と同じく実践的なカトリック教徒からの支持が厚い政党であった。さまざまな構成員を代表していたことから、党の綱領は伝統的な家族の価値、財産権、農民の利益を強調しており、また非常に多様な社会福祉立法を受け入れていた。

### 大連立と「ハプスブルク危機」
戦後しばらくは社会党との大連立が組まれていたが、大連立政権の基礎をなしていた力のひとつは、両党の指導者たちが戦争経験によって結ばれていたことである。そして世代交代が進むにつれて、国民党と社会党の双方で、他党との妥協を好まない単独政権を志向する勢力が伸張した。
1960年代初頭、ハプスブルク法受諾を表明した元皇太子オットー・フォン・ハプスブルクの帰国の是非をめぐって、政界で大論争が繰り広げられた。いわゆる「ハプスブルク危機（Die Habsburg-Krise）」である。王党派を支持層のひとつに抱えていたため、国民党はハプスブルク家寄りの対応を取ったが、一方の社会党はオットーの帰国を拒絶する態度を崩さなかったため、この問題で大連立はとうとう崩壊するに至った。そして1966年3月の選挙の結果、国民党党首ヨーゼフ・クラウスが戦後初の一党政府を組織した。

### 現代
その後、再び社会民主党との大連立が組まれ、長らく国民・社民大連立政権が続いていたが、2000年にはヴォルフガング・シュッセル党首のもとで、極右政党であるオーストリア自由党と連立を組んだ。
2006年に行われた国民議会（下院）選挙では社会民主党に敗れ、第2党としてアルフレート・グーゼンバウアー率いる社会民主党と連立政権を組んでいたが、健康保険や税金など基本政策をめぐり不協和音が絶えず、2008年6月、国民党党首で連邦政府では副首相兼財務相を務めていたヴィルヘルム・モルテラーは記者会見で「もう十分だ。指導力のない党と共通の目的には向かえない」と連立政権からの離脱を表明、国民議会の解散・総選挙を要求した。社民党も議会解散に応じ、同年9月26日に総選挙が実施された。その結果、国民党は15議席減らし、第二共和政のもとでは最低の獲得議席数・得票率を記録した。この結果を受けてモルテラーは党首辞任を表明、その後は農業相兼環境相のヨーゼフ・プレルが党首代行として社会民主党党首ヴェルナー・ファイマンとのあいだで2か月近くにわたって連立について協議し、再び社会民主党とともに政権を担当することで合意に達した。プレルは次期政権についての合意がなされたあとの11月28日に党の全国大会で正式に党首に選出された。
2017年オーストリア国民議会選挙では、議会第1党となってオーストリア自由党との連立を選択した。
2019年オーストリア国民議会選挙では、71議席を獲得して第1党になり、2020年1月1日、第4党の緑の党と連立政権を組むことを発表した。

## 政治的立場
国民党は、キリスト教民主主義、保守主義、自由保守主義の政党とされています。 この党はまたドイツキリスト教民主同盟のように中道右派の包括政党として説明されています。

## ハプスブルク家との関係
オーストリア国民党は決して君主主義政党ではないが、1945年の結党以来、今日に至るまで王党派を支持層の一部として抱えているため、歴史的にハプスブルク家に対して同情的な態度をとってきた。
先述のように、1960年代の元皇太子オットー・フォン・ハプスブルクの帰国の是非をめぐる論争では、オットーの帰国を認める立場であった。1996年3月にフェリックス・ハプスブルク＝ロートリンゲンがオーストリアに「不法入国」した際には、ハプスブルク法の即時撤廃を主張した。1996年10月の欧州議会議員選挙では、オットーの長男カール・ハプスブルク＝ロートリンゲンを国民党の候補者として公認した。2009年には、ウルリッヒ・ハプスブルク＝ロートリンゲンが法的問題により大統領選挙に出馬できなかった問題を受けて、ハプスブルク一族の被選挙権を認めないハプスブルク条項を「時代錯誤」であるとして撤廃に向けて動いた。
2019年現在の政治状況において、王党派政党のシュヴァルツ＝ゲルベ・アリアンツの支持者の中では国民党との繋がりを求める可能性が最も高いとされる。